# USS Vandivier (DER-540)
USS Vandivier (DER-540) là một tàu hộ tống khu trục lớp John C. Butler từng phục vụ cùng Hải quân Hoa Kỳ trong Chiến tranh Thế giới thứ hai. Nó là chiếc tàu chiến duy nhất của Hải quân Hoa Kỳ được đặt cái tên này, theo tên Thiếu úy Hải quân Norman Francis Vandivier (1916–1942), phi công từng phục vụ cùng Liên đội ném bom VB-6 trên tàu sân bay Enterprise (CV-6), đã tử trận trong Trận Midway vào ngày 4 tháng 6, 1942 và được truy tặng Huân chương Chữ thập Hải quân, đồng thời truy thăng lên cấp bậc Trung úy. Chưa hoàn tất khi cuộc xung đột chấm dứt, việc chế tạo Vandivier (DE-540) bị trì hoãn đến năm 1954 khi con tàu được hoàn tất theo cấu hình tàu hộ tống khu trục cột mốc radar và phục vụ cho đến năm 1960. Con tàu cuối cùng bị đánh chìm như một mục tiêu vào năm 1975.

## Thiết kế và chế tạo
Lớp John C. Butler được thiết kế nhằm đáp ứng nhu cầu một số lượng lớn nhưng rẻ tiền của một kiểu tàu hộ tống chống tàu ngầm để hộ tống các đoàn tàu vận tải vượt đại dương. Chúng có chiều dài chung 306 foot (93,3 m), mạn tàu rộng 36 foot 10 inch (11,2 m) và mớn nước 13 foot 4 inch (4,1 m), trọng lượng choán nước tiêu chuẩn 1.350 tấn Anh (1.372 t), và lên đến 1.745 tấn Anh (1.773 t) khi đầy tải, với một thủy thủ đoàn bao gồm 14 sĩ quan và 201 thủy thủ. Con tàu được vận hành bởi hai turbine hơi nước hộp số Westinghouse; hơi nước được cung cấp bởi hai nồi hơi "D" Express, tạo ra công suất 12.000 mã lực càng (8.900 kW) và cho phép đạt được tốc độ tối đa 24 hải lý trên giờ (44 km/h; 28 mph). Nó có tầm hoạt động 6.000 hải lý (11.000 km; 6.900 mi) ở tốc độ đường trường 12 hải lý trên giờ (22 km/h; 14 mph).
Dàn vũ khí chính bao gồm hai tháp pháo 5-inch/38 caliber đa dụng nòng đơn, được dẫn đường bởi hệ thống điều khiển hỏa lực Mark 51; vũ khí phòng không gồm hai khẩu đội Bofors 40 mm L/60 nòng đôi và mười khẩu Oerlikon 20 mm nòng đơn cũng được dẫn đường bởi hệ thống Mark 51. Ngoài ba ống phóng ngư lôi 21 inch (533 mm), vũ khí chống ngầm bao gồm hai đường ray thả mìn sâu, tám máy phóng mìn sâu K-gun cùng một dàn súng cối chống ngầm Hedgehog. Con tàu được trang bị sonar kiểu QC, radar dò tìm mặt biển SL và radar dò tìm không trung SA.
Vandivier được đặt lườn như là chiếc DE-540 tại Xưởng hải quân Boston ở Boston, Massachusetts vào ngày 8 tháng 11, 1943. Nó được hạ thủy vào ngày 27 tháng 12, 1943, cùng một ngày với tàu chị em Wagner (DER-539), được đỡ đầu bởi bà Mary Hardin Vandivier, mẹ của Trung úy Vandivier. Việc thay đổi ưu tiên chế tạo trong chiến tranh, và rồi cắt giảm nhu cầu sau chiến tranh đã khiến việc hoàn thành con tàu bị dừng lại vào ngày 17 tháng 2 1947. Nó được đưa về thành phần dự bị và bị bỏ không cho đến ngày 1 tháng 7, 1954, khi con tàu được chọn để cải biến thành một tàu hộ tống khu trục cột mốc radar. Nó được kéo trở lại Xưởng hải quân Boston, xếp lại lớp thành DER-540 vào ngày 2 tháng 9, 1954, và được cho nhập biên chế cùng Hải quân Hoa Kỳ vào ngày 11 tháng 10, 1955 dưới quyền chỉ huy của Hạm trưởng, Thiếu tá Hải quân Frank B. Correia.

## Lịch sử hoạt động
Sau khi được tiếp tục trang bị tại Boston, Massachusetts cho đến hết năm 1955, Vandivier đi đến Newport, Rhode Island, rồi khởi hành vào ngày 14 tháng 1, 1956 cho chuyến đi chạy thử máy huấn luyện tại khu vực Tây Ấn trong hai tháng tiếp theo. Nó hoạt động tại các vùng phụ cận Roosevelt Roads, Puerto Rico và vịnh Guantánamo, Cuba, viếng thăm các cảng Ponce và San Juan tại Puerto Rico và La Habana, Cuba, rồi lên đường từ đây vào ngày 15 tháng 3 để quay trở lại vùng New England. Khi về đến Boston vào ngày 20 tháng 3, nó được sửa chữa sau chạy thử máy, rồi quay trở lại để bắt đầu hoạt động như một tàu cột mốc radar trực thuộc Hạm đội Đại Tây Dương.
Vandivier bắt đầu phục vụ tại các trạm canh phòng trên hàng rào Đại Tây Dương trong Đường cảnh báo sớm từ xa - (DEW: Distant Early Warning) Line - nhằm cảnh báo sớm khả năng bị máy bay ném bom chiến lược hay tên lửa đạn đạo đối phương tấn công. Xen kẻ giữa các giai đoạn tuần tra tại trạm canh phòng, nó ghé về cảng nhà Newport hay các căn cứ dọc theo vùng bờ Đông để tiếp liệu và bảo trì sửa chữa, cùng những đợt huấn luyện ôn tập tại vùng biển Tây Ấn.
Sau khi vai trò cảnh báo sớm được các hệ thống cảm biến tiên tiến hơn đảm nhiệm, Vandivier được cho xuất biên chế vào ngày 30 tháng 6, 1960, và được đưa về Đội Philadelphia, Pennsylvania trực thuộc Hạm đội Dự bị Đại Tây Dương. Tên nó được cho rút khỏi danh sách Đăng bạ Hải quân vào ngày 1 tháng 11, 1974, và con tàu cuối cùng bị đánh chìm như một mục tiêu ngoài khơi Florida vào ngày 7 tháng 2, 1975.